# Samuel Dash
Samuel Dash (* 27. Februar 1925 in Camden (New Jersey); † 29. Mai 2004 in Washington, D.C.) war ein US-amerikanischer Jurist. Bekannt wurde er in seiner Funktion als Rechtsberater der Demokraten im sogenannten Ervin-Komitee, welches die Watergate-Affäre untersuchte.

## Leben
Er wurde in Camden im Bundesstaat New Jersey geboren. Seine Eltern waren Joseph und Ida Dash. Sie waren jüdische Immigranten aus der Sowjetunion. Später zog die Familie nach Philadelphia. 
Er besuchte die Central High School in Philadelphia und studierte an der Temple University. Sein Studium wurde durch den Zweiten Weltkrieg unterbrochen, an dem er teilnahm. 1947 erlangte er seinen Abschluss. Anschließend studierte er an der Harvard Law School und machte dort 1950 seinen Abschluss.

## Karriere
1955 wurde er  ein District Attorney in Philadelphia.

## Tod
Dash starb 2004 in Washington, D.C. an Herzinsuffizienz. Am selben Tag starb auch Archibald Cox, der als Sonderermittler in der Watergate-Affäre bekannt wurde.